# Jean-Claude Rivierre
Jean-Claude Rivierre (18 de juny de 1938 - 5 de gener de 2018) va ser un lingüista, investigador al Laboratori de Llengües i Civilitzacions de Tradició Oral (Lacito) del Centre Nacional de la Recerca Científica (CNRS), laboratori del qual fou director de 1991 a 1995.
Jean-Claude Rivierre és conegut pels seus treballs sobre les llengües de Nova Caledònia i estudis sobre les llengües oceàniques. Estava casat amb Françoise Ozanne-Rivierre, també especialista en les llengües canac.
Va començar la seva carrera sota la direcció d'André-Georges Haudricourt i ha publicat nombrosos treballs (gramàtiques, diccionaris, articles científics, reculls de literatura oral), en particular sobre les llengües paicî, cèmuhî, bwatoo, Nââ drubéa, numèè i kwényïï. També era particularment interessat en els fenòmens fonològics que portaven a l'aparició de tons (tonogènesi) en llengües inicialment no tonals.

## Obres
- Bensa, Alban, Jean-Claude Rivierre. 1982. Les Chemins de l'alliance : L'organisation sociale et ses représentations en Nouvelle-Calédonie (région de Touho – aire linguistique cèmuhî). Paris: Société d'Etudes linguistiques et anthropologiques de France. 586pp.
- Bensa, Alban, Jean-Claude Rivierre. 1995. Les filles du rocher Até : Contes et récits paicî (Collection Patrimoine kanak de la Nouvelle-Calédonie). Nouméa: ADCK. 490pp. ISBN 978-2705316938
- 1973. Phonologie comparée des dialectes de l'extrême-sud de la Nouvelle Calédonie. Société d'études linguistiques et anthropologiques de France. 206 pp.
- 1980. La langue de Touho: phonologie et grammaire du cḕmūhī̂ Nouvelle-Calédonie. Paris : Société d'Etudes linguistiques et anthropologiques de France.
- 1983. Dictionnaire paicî-français, suivi d'un lexique français-paicî. Paris : Société d'Etudes linguistiques et anthropologiques de France. 375 pp.
- Dictionnaire cèmuhî-français, suivi d'un lexique français-cèmuhî (en francès).  Peeters Publishers, 1994, p. 543.
- Rivierre, Jean-Claude, Françoise Ozanne-Rivierre, Claire Moyse-Faurie. 1980. Mythes et contes de la Grande-Terre et des îles Loyauté (Nouvelle-Calédonie). LACITO-documents: Asie-Austronésie, vol. 3. Paris: SELAF. 223 pp.
- 2006. Le bwatoo et les dialectes de la région de Koné (Nouvelle-Calédonie). Paris-Leuven : Peeters (LCP 17). 502 p.